# Diacyclops ekmani
Diacyclops ekmani är en kräftdjursart som först beskrevs av Lindberg 1950.  Diacyclops ekmani ingår i släktet Diacyclops, och familjen Cyclopidae. Arten är reproducerande i Sverige.